# Casa Refugio Citlaltépetl

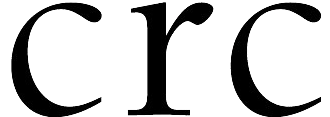
Logo de la Casa Refugio Citlaltépetl

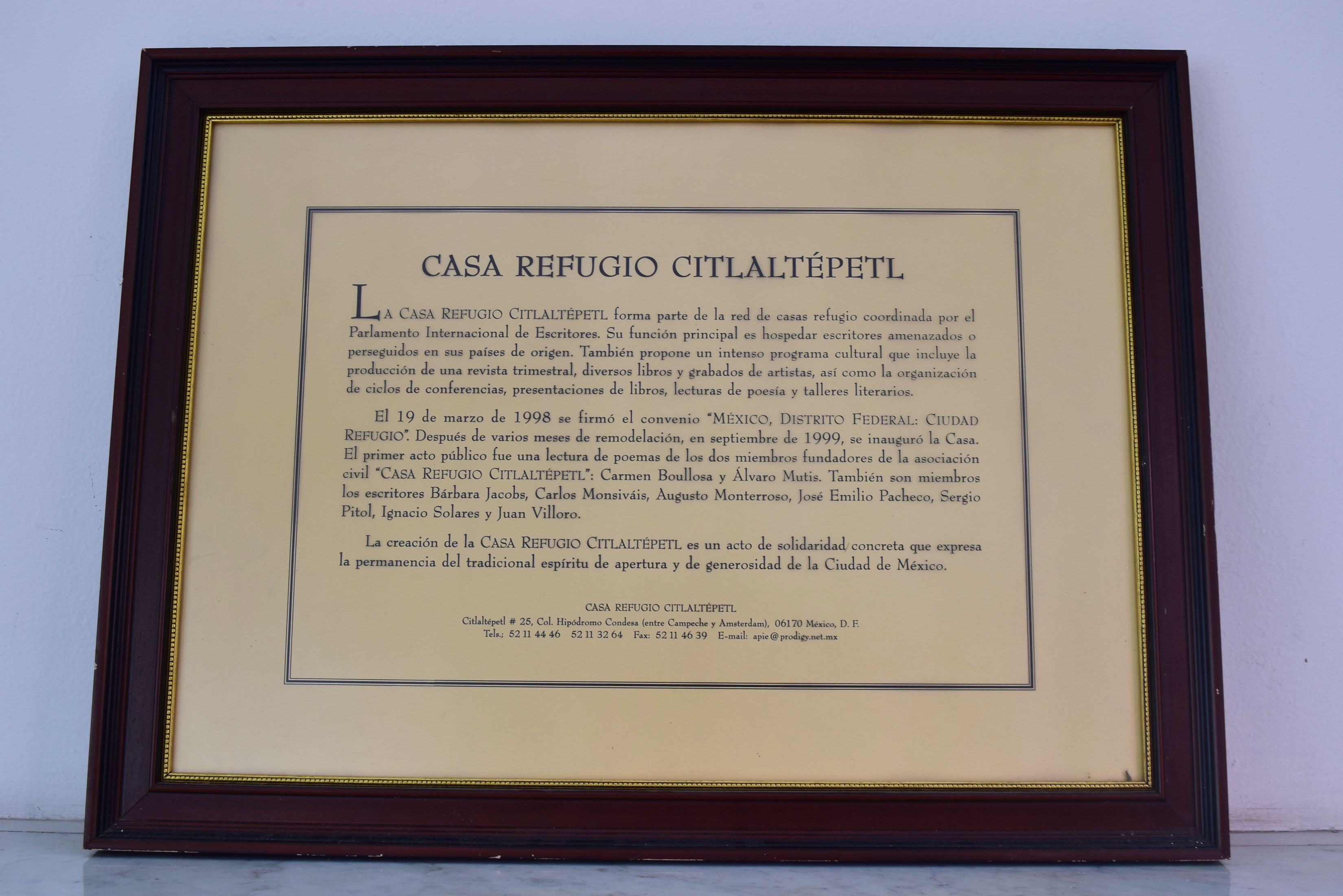
Descripción de la Casa Refugio Citlaltépetl

La Casa Refugio Citlaltépetl es una organización y espacio en la Ciudad de México que se dedica a dar cobijo y auxilio a escritores extranjeros que son perseguidos políticamente en sus lugares de origen. Se fundó en septiembre de 1999, en la colonia Condesa.

## Función

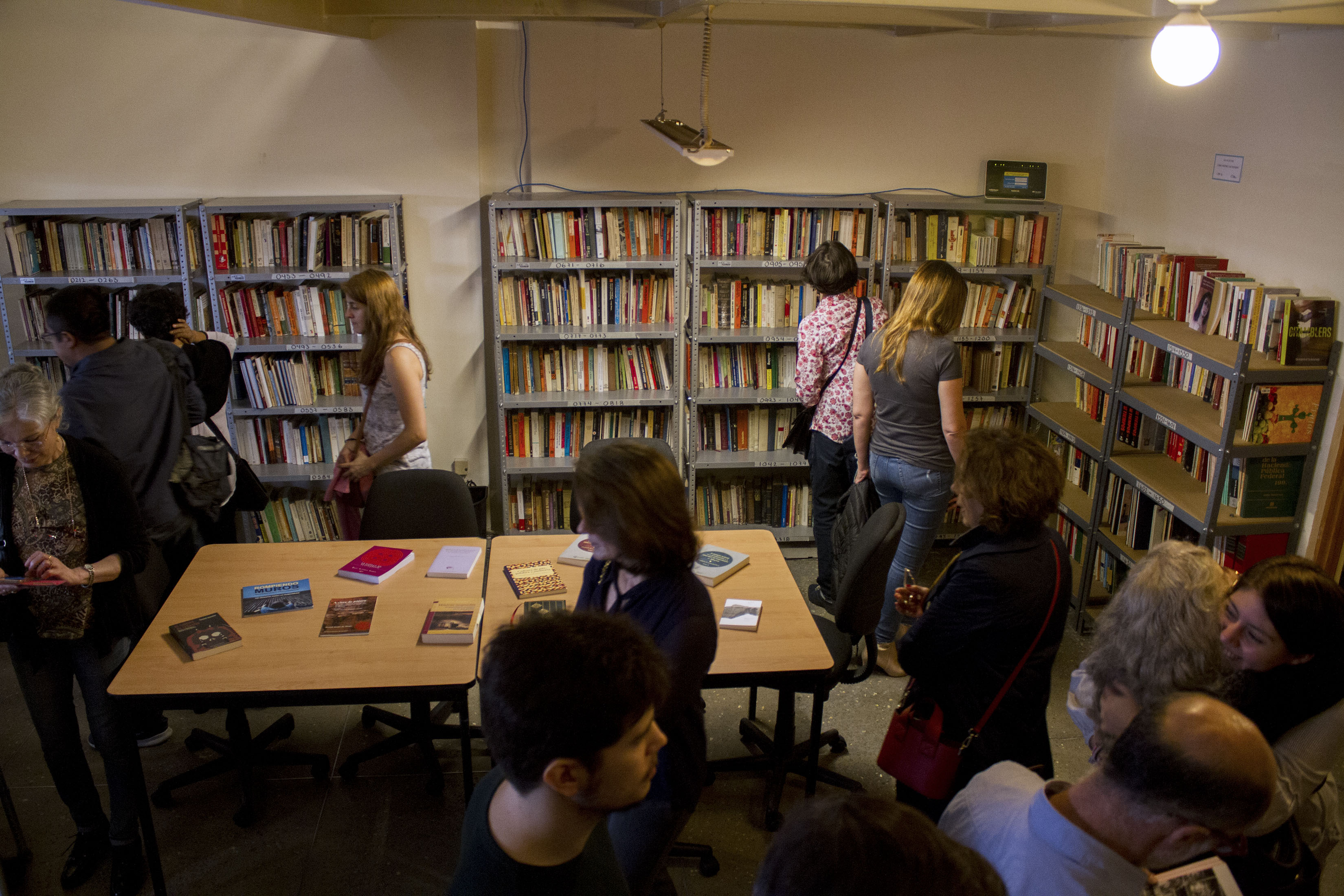
Estantes de la Biblioteca Memorial 19, en la Casa Refugio Citlaltépetl

La Casa Refugio Citlaltépetl tiene como objetivo dar alojo y acompañamiento a escritores extranjeros que se hallan en situación de peligro dentro de sus países de origen. Es parte de la Red Internacional de Ciudades Refugio.
Asimismo, tiene una agenda cultural en la que se organizan, entre otras actividades, conferencias llamadas 'Jueves literarios', presentaciones de libros, lecturas de poesía y talleres literarios.
Después del terremoto del 19 de septiembre del 2017, la Casa Refugio Citlaltépetl acogió a 40 personas, se convirtió temporalmente en centro de acopio y centro médico. Un año después, se inauguró la Biblioteca Memorial 19, que contiene los libros rescatados del edificio Ámsterdam 107, el cual se derrumbó a causa del sismo. Dichos libros fueron salvados y recolectados por vecinos de la colonia Condesa. En total, las autoridades restauraron 3,000 libros, convertidos en patrimonio y memorial.

## Descripción
La Casa Refugio Citlaltépetl se encuentra cerca del centro de la colonia Condesa, en la Ciudad de México, en un inmueble que data de 1938, diseñado por el arquitecto Enrique Aragón Echegaray. En sus orígenes, fue habitada por una familia española; sin embargo, para convertirse en la Casa Refugio Citlaltépetl, tuvo que pasar por una remodelación, dirigida por el arquitecto Felipe Leal, junto con Fernando Tapia y Viviana Velazco. El proyecto tuvo un costo de dos millones de pesos, los cuales fueron costeados por el gobierno.[cita requerida]
El inmueble posee tres departamentos, cada uno de los cuales cuenta con un baño, un dormitorio, un estudio y una pequeña cocina. Sólo uno de los departamentos cuenta con una habitación complementaria.[cita requerida]
Después de la remodelación, se incorporó un salón para conferencias con capacidad para 30 personas, junto con una librería y un restaurante. Este último dejó de prestar servicio años después.[cita requerida] La casa cuenta con un jardín y oficinas administrativas.

## Historia
La Casa Refugio Citlaltépetl fue fundada por Álvaro Mutis, Carmen Boullosa y Alejandro Aura en septiembre de 1999, y entre los miembros fundadores también estuvieron Carlos Monsiváis, Augusto Monterroso y José Emilio Pacheco. La realización de la asociación contó con el apoyo del entonces Jefe de Gobierno del Distrito Federal, Cuauhtémoc Cárdenas. Para el 2015, el Consejo de Administración estaba conformado por artistas, escritores y periodistas, como: Vicente Rojo Almazán, Lydia Cacho, Sergio Pitol, Rafael Barajas "El Fisgón", Bárbara Jacobs, Juan Villoro, Carmen Boullosa, José Arean e Ignacio Solares.
Desde su fundación, ha trabajado con autonomía en su gestión, pero con el apoyo del gobierno de la Ciudad de México y del Consejo Nacional para la Cultura y las Artes (después Secretaría de Cultura) para dar becas y apoyos a los escritores.

### Escritores que se han refugiado en la casa
Le ha dado albergue a 12 escritores y periodistas de diferentes nacionalidades, entre los cuales se encuentran el poeta y traductor sirio Mohamad Alaaedin Abdul Moula, la poeta y periodista rusa Shakriza Bogatyreva, la dramaturga y cineasta de Egipto Safaa Fathy, el ensayista y crítico de arte Hatem Abdulwahid Saleh y el novelista y ensayista de Senegal Boubacar Boris Diop, entre otros.
Lista de escritores residentes:
- Vladimir Arsenijevic (1999 - 2000), escritor serbio[9]
- Xhevdet Bajraj (1999 - 2001), escritor de Kosovo[10]
- Yasmina Khadra (2001), escritor argelino[11]
- Min Kyaw Khaing (2001 - 2003), pintor, diseñador gráfico y caricaturista de Birmania[12]
- Koulsy Lamko (2003 - 2005), poeta de Chad[13]
- Boubacar Boris Diop (2006 - 2008), escritor senegalés[14]
- Safaa Fathy (2007 - 2008), poeta, traductora y teórica de origen egipcio[15]
- Hatem Abdulwahid Saleh (2008), poeta iraquí[16][17]
- Shakriza Bogatyreva (2009), poeta y periodista rusa[18]
- Mohamad Alaaedin Abdul Moula (2011), poeta sirio[19]
- Mohsen Emadi (2012), poeta, traductor y cineasta iraní[20]
- Christopher Mlalazi (2015), dramaturgo, narrador y poeta de Zimbabue[21][22]

## RevistaLíneas en fuga
La Casa Refugio Citlaltépetl cuenta con una revista trimestral, llamada Líneas de fuga, cuyo propósito radica en difundir el trabajo de escritores poco conocidos; también ha servido como un escaparate a las actividades del espacio que se ofrecen para las lecturas de literaturas ajenas.
Su primer ejemplar, editado por Aldus, se publicó en septiembre de 1999, abordaba el tema del exilio y contenía textos de Jacques Derrida, Antonio Tabucchi y Christian Salmon, entre otros.[cita requerida]